# Prophets, Seers & Sages: The Angels of the Ages
Prophets, Seers & Sages: The Angels of the Ages es el segundo álbum de estudio de la banda británica de rock Tyrannosaurus Rex, publicado en octubre de 1968 solo tres meses después de su trabajo debut. El disco mantuvo el sonido de folk rock de la producción anterior, aunque con una mayor complejidad en las letras por parte de Marc Bolan.
Su grabación se llevó a cabo en los Trident Studios de Londres entre abril y agosto de 1968, y su producción quedó a cargo de Tony Visconti. La composición de las canciones comenzó solo semanas después del lanzamiento del disco debut de la banda, por ello, se incluyó una versión alterada con efecto de cinta inversa del primer sencillo «Debora», que no se agregó en el primer álbum y que se renombró «Deboraarobed». Por otro lado, a diferencia de su primera producción no ingresó en la lista de álbumes del Reino Unido, sino hasta abril de 1972 cuando Fly Records lo remasterizó junto con My People Were Fair and Had Sky in Their Hair... But Now They're Content to Wear Stars on Their Brows en un álbum doble titulado Tyrannosaurus Rex: A Beginning, que se ubicó en el puesto número uno en la lista UK Albums Chart del Reino Unido.

## Lista de canciones
Todas las canciones escritas por Marc Bolan:

| N.º | Título                          | Duración |  |
| 1.  | «Deboraabored»                  | 3:33     |  |
| 2.  | «Stacey Grove»                  | 1:59     |  |
| 3.  | «Wind Quartets»                 | 2:57     |  |
| 4.  | «Conesuela»                     | 2:25     |  |
| 5.  | «Trelawney Lawn»                | 1:46     |  |
| 6.  | «Aznageel the Mage»             | 1:59     |  |
| 7.  | «The Friends»                   | 1:19     |  |
| 8.  | «Salamanda Palaganda»           | 2:15     |  |
| 9.  | «Our Wonderful Brownskin Man»   | 0:51     |  |
| 10. | «Oh Harley (The Saltimbanques)» | 2:19     |  |
| 11. | «Eastern Spell»                 | 1:41     |  |
| 12. | «The Travelling Tragition»      | 1:48     |  |
| 13. | «Juniper Suction»               | 1:13     |  |
| 14. | «Scenescof Dynasty»             | 4:07     |  |

## Músicos
- Marc Bolan: voz y guitarra
- Steve Peregrin Took: congas, bongó, kazoo, gong y pixifono